# 宋庄镇 (北京市)
宋庄镇是中国北京市通州区下辖的一个镇。境内通102国道、京哈铁路。乡镇企业有铸造、印刷、机械加工厂等。农业则以种养业为主，是北京的粮食、蔬菜基地。1994年北京市政府将宋庄镇定为经济十强乡镇之一。该镇也是北京市有名的藝術村之一。

## 历史沿革
1953年置乡，1965年建宋庄公社，1983年复置乡，1990年建镇，位于区境北部，潮白河西岸。
2001年11月13日，徐辛庄镇并入宋庄镇。

## 行政区划
宋庄镇共辖47个行政村：
宋庄村、高各庄村、翟里村、北寺庄村、小杨各庄村、白庙村、任庄村、辛店村、喇嘛庄村、大兴庄村、小堡村、疃里村、六合村、后夏公庄村、前夏公庄村、邢各庄村、丁各庄村、高辛庄村、菜园村、小邓村、大邓村、师姑庄村、北刘各庄村、摇不动村、关辛庄村、西赵村、港北村、南马庄村、郝各庄村、徐辛庄村、管头村、吴各庄村、葛渠村、寨辛庄村、寨里村、窑上村、王辛庄村、岗子村、内军庄村、平家疃村、小营村、草寺村、尹各庄村、富豪村、大庞村、双埠头村和沟渠庄村。

## 宋庄艺术小镇
宋庄艺术小镇位于宋庄镇南部。宋庄原本就是艺术村，北京城市副中心“十四五”规划将此镇进一步列入“一城一带一轴、四区三镇多点”的三个特色小镇之一，将“突出文化引领，聚焦文化创意产业，打造更具国际影响力的宋庄文化品牌。”